# Kemble

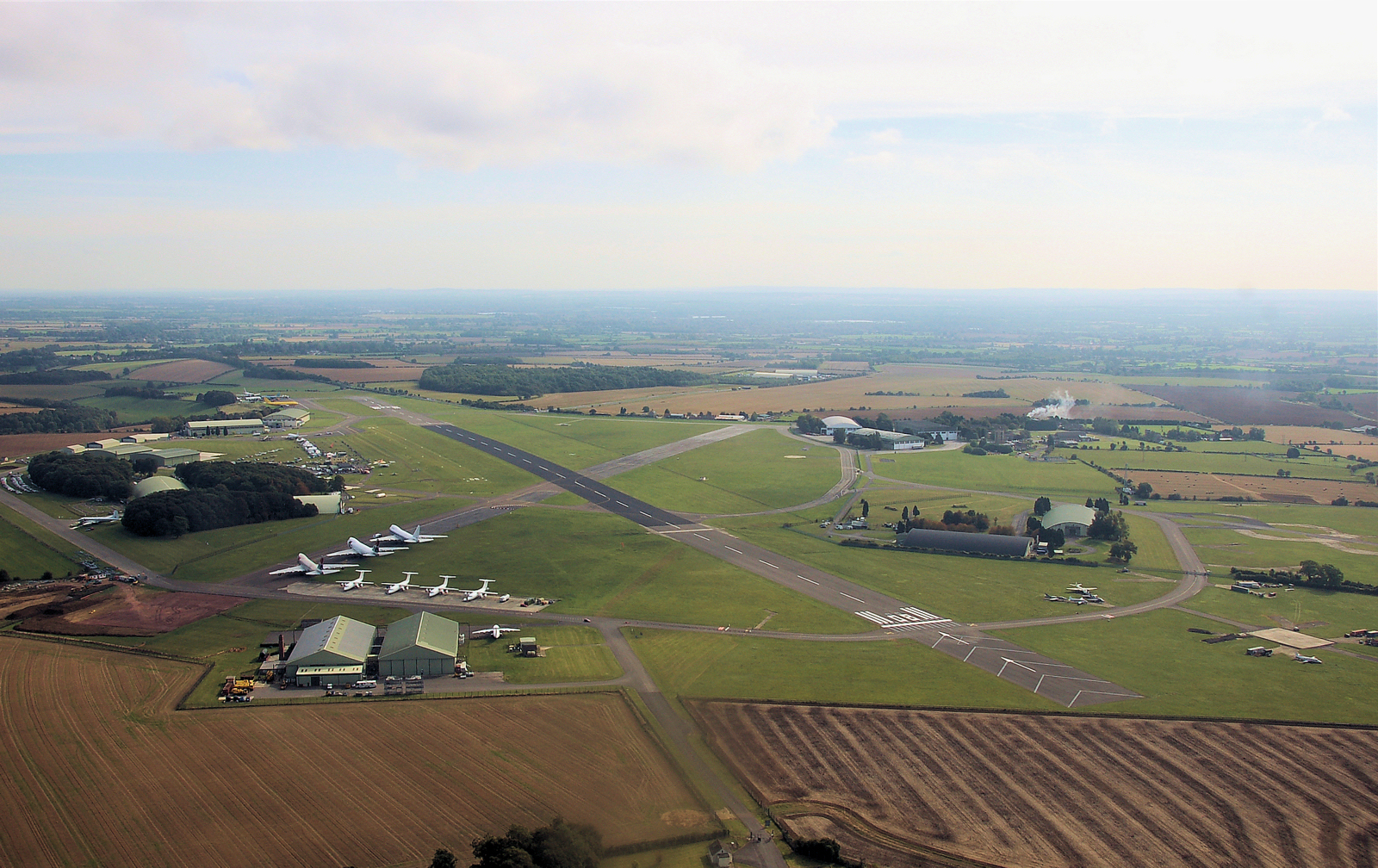
Aeropuerto de Cotswold (anteriormente Aeropuerto de Kemble) visto desde el este en 2009

Kemble es un pueblo en el condado de Gloucestershire, Inglaterra. Está situado a 6 kilómetros de Cirencester y es la localidad más cercana al nacimiento del Támesis, la fuente del río Támesis.

## Iglesia e historia

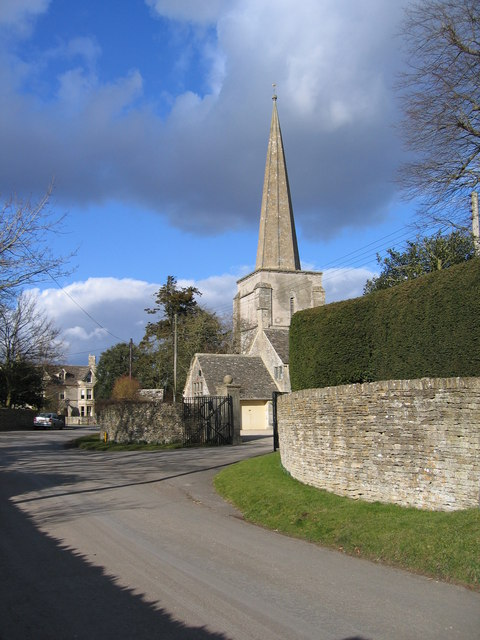
Iglesia de Kemble.

Kemble era la localización de un cementerio pagano anglosajón del siglo VII. La iglesia del pueblo tiene una puerta normanda y una torre datadas en el 1250, a la que se le añadió un chapitel en 1450. La restauración a fondo llevada a cabo en 1872 incluyó el traslado de la capilla de descanso desde la localidad cercana de Ewen hasta este punto para formar un nuevo transepto sur.
La iglesia de Kemble es parte de la prebenda del nacimiento del Támesis, comprendiendo las comunidades de Kemble, Ewen, Poole Keynes, Someford Keynes y Shorncote. La prebenda incluye desde 2011 las comunidades de Coates, Rodmarton, Sapperton, Tarlton y Frampton Mansell.

## Servicios aéreos
El Aeropuerto de Cotswold (anteriormente llamado Aeropuerto de Kemble), situado en las afueras del pueblo, alojó al equipo de acrobacias aéreas Red Arrows de la Royal Air Force (RAF) inglesa desde 1966 hasta 1983. Una vez que las Red Arrows se trasladaron a la estación RAF Scampton, las fuerzas aéreas estadounidenses usaron la estación como instalaciones de mantenimiento. El aeródromo es usado por la industria ligera, por clubes de vuelo y propietarios de aeronaves privadas, para eventos, incluyendo dos espectáculos anuales, y como almacén para aerolíneas. Los Delta Jets reconstruyen, mantienen y vuelan aeronaves históricas, particularmente cazas a reacción Hawker Hunter. La colección Bristol Aeroplane Company usó las instalaciones como museo.
El aeródromo Aston Down, situado a 5 kilómetros al noroeste, perteneció anteriormente a la RAF, pero ahora el Cotswold Gliding Club lo utiliza para practicar vuelo sin motor.

## Otras instalaciones
La estación de tren cuenta con trenes directos a Swindon y a la Estación de Paddington en una dirección, y hacia Gloucester y Cheltenham en la otra. Kemble tuvo una gran importancia ferroviaria. La línea Golden Valley desde Swindon a Cheltenham pasa por el pueblo, y ramificaciones desde Cirencester a Tetbury coincidían en este punto. En la actualidad, aunque las ramificaciones fueron desmanteladas en los 60, la estación de trenes de Kemble aún es importante para pasajero que viajan de Cirencester a Tetbury.
El Colegio de Primaria de Kemble tiene alrededor de 100 alumnos, El pub The tavern está cerca de la estación. Una combinación de oficina de correos y tienda local provee a los habitantes de la mayoría de los artículos esenciales.